# Hyrtios sororia
Hyrtios sororia är en svampdjursart som först beskrevs av Thiele 1905.  Hyrtios sororia ingår i släktet Hyrtios och familjen Thorectidae. Inga underarter finns listade i Catalogue of Life.